# Samsung Galaxy Mini
Il Samsung Galaxy Mini GT-S5570 (Samsung Galaxy Next in Italia) è uno smartphone prodotto da Samsung, facente parte della serie Samsung Galaxy e basato sul sistema operativo open source Android. È stato annunciato al Mobile World Congress del 2011 come uno dei quattro smartphone low-end di Samsung, insieme con Galaxy Ace, Galaxy Gio e Galaxy Fit..
Dei quattro cellulari è quello con caratteristiche tecniche più limitate ed un prezzo più basso ed è entrato in commercio a partire dalla primavera del 2011. Sul mercato indiano è venduto col nome Samsung Galaxy Pop mentre in altri mercati compreso quello italiano è conosciuto come Samsung Galaxy Next. Sul mercato italiano il nome Galaxy Mini è stato invece utilizzato per un altro modello di smartphone: il Samsung i5800. All'inizio del 2012 è uscita la nuova variante S5570i, chiamata in Italia Samsung Galaxy Next Turbo (Galaxy Pop Plus in India), che porta il processore a 832 MHz, con hardware prodotto dalla Broadcom anziché dalla Qualcomm, Bluetooth 3.0 e sostituzione della GPU Adreno 200 con una VideoCore IV.
È disponibile in quattro colori: grigio acciaio, bianco, verde lime ed arancio. Sostituisce il modello Samsung Corby GT-i5500.
Il successore di questo modello, sempre del 2012, è il Samsung Galaxy Mini 2 (GT-S6500) che al rilascio monta Android 2.3.6, integra il sensore NFC, una CPU Qualcomm SnapDragon MSM7227A a 800 MHz con GPU Adreno 200, fotocamera da 3.2 megapixel, display TFT HVGA (320x480) da 3,27 pollici, HSDPA a 7.2 Mbit/s, supporto Wi-Fi 802.11n e spessore ridotto a 11,85 mm.

## Caratteristiche
Il Galaxy Mini è uno smartphone 3.5G che offre GSM quadri-band con HSDPA (900/2100 MHz) a 7.2 Mbit/s. Il monitor touch screen è un LCD TFT capacitivo da 3.14 pollici con risoluzione QVGA (240x320). La fotocamera è da 3.14 megapixel, capace di registrare video alla risoluzione QVGA (320x240). La batteria Li-on è ad 1.2 Ah. Il Galaxy Mini è basato su Android 2.2 Froyo.
Il Galaxy Mini è proposto come uno smartphone base (entry-level) ed è uno dei cellulari Android più economici (in data 13 maggio 2011).
A maggio 2011, il Galaxy Mini (insieme ad altri modelli Galaxy) ha ottenuto un aggiornamento ufficiale ad Android 2.3. Ufficiosamente è già aggiornabile alla versione 2.3.7 con TouchWiz v3.0 UI e in versione Android vanilla grazie alla ROM CyanogenMod. Alcuni sviluppatori sono riusciti a portare, sempre ufficiosamente, sul Galaxy Mini anche Android 4.0.4, 4.1.2, 4.2.2, 4.3.1 e 4.4.4.
Il Galaxy Mini mette a disposizione 600 MHz riguardo alla velocità del processore. Grazie a queste ROM modificate, è possibile eseguire un'operazione di overclocking in modo tale da incrementare la velocità della CPU, facendola arrivare ad una frequenza massima di 860 MHz (Procedura non raccomandata a causa della scarsa stabilità del sistema)..

## Confronto
Elenco delle sole caratteristiche che differenziano i quattro modelli di fascia bassa Ace, Gio, Fit e Mini (Next) presentati al Mobile World Congress del 2011 più il Galaxy Mini 2.
|                            | Galaxy Ace                                                                       | Galaxy Gio                 | Galaxy Fit              | Galaxy Mini (Next)                               | Galaxy Mini 2                          |
| -------------------------- | -------------------------------------------------------------------------------- | -------------------------- | ----------------------- | ------------------------------------------------ | -------------------------------------- |
| CPU                        | 800 MHz (modello S5830) 832 MHz (modello S5830i)                                 | 800 MHz                    | 600 MHz                 | 600 MHz (modello S5570) 832 mHz (modello S5570i) | 800 MHz                                |
| Memoria                    | storage 150MB RAM 278MB (modello S5830) storage 190MB RAM 290MB (modello S5830i) | storage 150MB RAM 278 mB   | storage 160MB RAM 280MB | storage 160MB RAM 280MB                          | storage 1GB RAM 398 MB                 |
| Videocamera                | 5 Megapixel autofocus flash con led                                              | 3 Megapixel autofocus      | 5 Megapixel autofocus   | 3.14 Megapixel fuoco fisso                       | 3.14 Megapixel fuoco fisso             |
| Video                      | QVGA (320x240) a 20fps WVGA (640x480) a 30fps                                    | QVGA a 15fps WVGA a 30fps  | QVGA a 15fps            | QVGA a 15fps                                     | VGA (640x480) a 25fps                  |
| Batteria                   | 1350mAh                                                                          | 1350mAh                    | 1350mAh                 | 1200mAh                                          | 1300mAh                                |
| Display                    | 3.5" 320x480 HVGA 16M TFT                                                        | 3.2" 320x480 HVGA TFT      | 3.31" 320x240 QVGA TFT  | 3.14" 320x240 QVGA TFT                           | 3.27" 320x480 HVGA TFT                 |
| Dimensioni                 | 112.4 x 59.9 x 11.5 mm                                                           | 57.5 x 110.5 x 12.15 mm    | 110.2 x 61.2 x 12.6 mm  | 110.4 x 60.6 x 12.1 mm                           | 109,4 x 58,6 x 11,9 mm                 |
| Massa                      | 113g                                                                             | 102g                       | 108g                    | 108.8g                                           | 106.8g                                 |
| Manipolazione documenti    | ThinkFree (Legge e scrive)                                                       | ThinkFree (Legge e scrive) | Quick Office (Legge)    | Quick Office (Legge)                             | ThinkFree (Legge e scrive) solo fm ITV |
| Prezzo (eprice 24/10/2011) | 230 €                                                                            | 170€                       |                         | 143 €                                            | 139 € (05/2013)                        |
| Altro                      |                                                                                  |                            |                         | No Giroscopio, no NFC, Bluetooth 2               | Giroscopio, NFC, Bluetooth 3           |
| Schede memoria             | microSD                                                                          | microSD                    | microSD                 | microSD                                          | microSD e microSDHC                    |